# Abstieg zur Hölle
Abstieg zur Hölle ist ein französischer Film von Francis Girod aus dem Jahre 1986 mit Claude Brasseur und Sophie Marceau in den Hauptrollen. Er basiert auf dem Roman The Wounded and the Slain von David Goodis.

## Handlung
Der Schriftsteller Alan (Brasseur) reist mit seiner deutlich jüngeren Gattin Lola (Marceau) in den Urlaub nach Haiti. Die Beziehung der beiden ist in einer schweren Krise. Alan schreibt an einem neuen autobiographischen Buch, in dem er seine aktuelle Lebenssituation verarbeitet und aus dem Off immer wieder Passagen zu hören sind. So erfährt der Zuschauer, dass er verrückt nach seiner Frau ist, sie jedoch eine schlechte Liebhaberin sei. Genauso wenig versteht er, warum Lola für ihn keinen roten Lippenstift auftragen möchte.
Auch abseits des Alters ist das Zusammenleben des Paares von Gegensätzen geprägt und beide gehen meist getrennte Wege. Alan ertränkt seinen Frust permanent in Alkohol, Lola schläft mit einem anderen Hotelgast.
Als Alan nachts betrunken durch den Ort läuft, wird er von einem Einheimischen bedrängt, der ihm sein Geld abnehmen will. Als beide am Boden ringen, tötet Alan den Angreifer mit einer abgebrochenen Flasche, die dort lag. Zurück im Hotel erzählt er seiner Frau, was passiert ist. Überraschenderweise beseitigt sie sofort seine blutverschmierte Kleidung. Ohne zu zögern, hilft sie ihm, die Tat zu vertuschen, und macht sich selbst zur Komplizin.
Am nächsten Tag ist das Paar wie ausgewechselt, in ungewohnter Eintracht machen sie einen Ausflug. Auch das Liebesleben der beiden blüht wieder auf. Die neue Harmonie der beiden wird jedoch jäh von dem Einheimischen Théophile und seiner belgischen Verlobten Lucette gestört. Théophile hat den Zwischenfall beobachtet und fordert für die Herausgabe der Flasche mit Alans Fingerabdrücken 50.000 Dollar. Alan kann jedoch nur einen Teil des Betrags über seinen Verleger aufbringen. Auch hier versucht Lola, ihrem Mann zu helfen und Geld zu beschaffen.
Als Alan erfährt, dass ein Verdächtiger verhaftet wurde, will er sich stellen, damit kein Unschuldiger verurteilt wird. Der Polizeikommissar glaubt ihm jedoch nicht. Nicht wissend, dass Lola in der Zwischenzeit ihren Schmuck versetzt und Lucette erfolgreich „runtergehandelt“ hat, sucht Alan Théophile auf und drängt ihn, mit ihm zur Polizei zu gehen. Théophile hat sich jedoch mit Drogen zugedröhnt, nachdem Lucette ihn verlassen hatte, um das Geschäft alleine durchzuziehen. Er versucht Alan umzubringen, wieder kommt es zum Kampf, beide werden schwer verletzt.
Lola hat inzwischen das Beweisstück erhalten und vernichtet. In Rückblenden erfährt der Zuschauer mehr aus ihrer Vergangenheit. In der Métro war sie – mit rotem Lippenstift geschminkt – von einem Mann belästigt worden. Der hatte zunächst, ebenfalls roten Lippenstift tragend, eine obszöne Geste gemacht und sie dann durch die leeren Tunnel verfolgt. Der Vergewaltigung war sie entkommen, indem sie ihm sein Messer entwunden und in den Schritt gestoßen hatte. Alan ruft Lola nun mit letzter Kraft im Hotel an und erzählt ihr, was passiert ist.
Im Krankenhaus macht Théophile seine Aussage. Lola tritt in Alans Zimmer, sie trägt roten Lippenstift auf, streift das Kleid ab und legt sich zu ihm ins Bett. Jetzt, da auch er „auf die andere Seite des Spiegels gekommen ist“, kann sie ihm ihre Geschichte erzählen.

## Stilistik
Der Film, der auf einem Roman aus den 1950er Jahren beruht, weist zahlreiche Merkmale des klassischen Film noir auf: der lasterhafte Antiheld in Form des heruntergekommenen Schriftstellers, der gleichzeitig der eifersüchtige Ehemann ist, die Femme fatale, ein Todesfall sowie Geldgier und Eifersucht. Neben der eigentlichen Handlung übt der Film durch das Gegenüberstellen unterschiedlicher sozialer Schichten und das schikanöse Verhalten des Hotelmanagers seinen einheimischen Angestellten gegenüber auch  Gesellschaftskritik. Hinzu kommt die schwermütige Musik von Georges Delerue.
Girod bedient sich der klassischen Erzähltechnik mit Rückblenden und Erzählerstimme als Voiceover. Mit seinem visuellen Stil bricht er jedoch teilweise mit der Tradition. Zwar gibt es zunächst zahlreiche Nachtszenen im Hotel, in Bars und schäbigen Straßen. Kontrastiert wird das Ganze jedoch ab dem Sinneswandel Lolas durch Szenen im gleißenden Sonnenlicht, gekrönt von der Liebesszene am karibischen Strand unter Palmen.

## Produktionsnotizen
Die Dreharbeiten fanden von April bis Juni 1986 in Haiti statt. Dazu reiste ein Team mit fünfzig Mitgliedern auf die Karibikinsel. Die Produktionskosten wurden damals mit 25 Millionen Francs veranschlagt.
Erst nachdem Regisseur Girod Sophie Marceau für die Rolle der Lola verpflichtet und sie von den Nacktszenen überzeugt hatte, bot er die Rolle des Ehemanns Brasseur an. Es amüsierte ihn, dass dieser in den La Boum-Filmen ihren Vater gespielt hatte. Am Set nannte das Team den Film scherzhaft La Boum X.
Der deutsche Filmtitel ist eine wörtliche Übersetzung des französischen, der wiederum dem französischen Buchtitel entspricht.

## Synchronisation
Die deutsche Sprachfassung entstand bei Rainer Brandt, der sowohl für das Buch als auch die Regie verantwortlich zeichnete. Sophie Marceau besetzte er mit seiner Tochter Judith, seine Frau Ursula Heyer übernahm Lucette.
| Rolle             | Schauspieler          | Deutscher Synchronsprecher |
| ----------------- | --------------------- | -------------------------- |
| Alan Kolber       | Claude Brasseur       | Helmut Krauss              |
| Lola Kolber       | Sophie Marceau        | Judith Brandt              |
| Lucette Beulemans | Marie Dubois          | Ursula Heyer               |
| Théophile Bijou   | Sidiki Bakaba         | Ulrich Gressieker          |
| Philippe Devignat | Hippolyte Girardot    | Ingolf Gorges              |
| Elvis             | Gérard Rinaldi        | Hans-Jürgen Dittberner     |
| Aschil            | Sotigui Kouyaté       | Mathias Einert             |
| Hippolyte         | Jean-Baptiste Tiemele | Eric Vaessen               |

## Rezeption
Die Kritiken fallen gemischt aus. Das Lexikon des internationalen Films spricht von einem „verpatzten Thriller“. Die Geschichte sei nicht flüssig entwickelt, die Figurenzeichnung unglaubwürdig. Prisma.de hingegen sieht einen spannenden Thriller, in dem Brasseur als Alkoholiker überzeuge, der sein Leben noch einmal in den Griff bekomme und bemerkt die „recht freizügigen“ Erotikszenen, die Brasseur mit seiner Filmtochter aus den La-Boum-Filmen spielte.
TV Spielfilm bezeichnet den Film als „aufgestylten Noir-Krimi“, in dem Sophie Marceau die Hauptattraktion sei.
Bei einigen La Boum-Fans stieß die Besetzung jedoch auf heftige Kritik und insbesondere Brasseur sah sich Angriffen und Beschimpfungen ausgesetzt.